# Kambiwa
Kambiwa är ett släkte av spindlar. Kambiwa ingår i familjen dallerspindlar.
Kladogram enligt Catalogue of Life:
| Kambiwa | \| \| Kambiwa anomala \| \| \| \| \| \| Kambiwa neotropica \| \| \| \| |
|         | \| \| Kambiwa anomala \| \| \| \| \| \| Kambiwa neotropica \| \| \| \| |
|         | Kambiwa anomala                                                        |
|         |                                                                        |
|         | Kambiwa neotropica                                                     |
|         |                                                                        |